# یواس‌اس کلیولند (سی‌ال-۵۵)
یواس‌اس کلیولند (سی‌ال-۵۵) (به انگلیسی: USS Cleveland (CL-55)) یک کشتی بود که طول آن 610 ft 1 in بود. این کشتی در سال ۱۹۴۱ ساخته شد.